# 上市町立南加積小学校
上市町立南加積小学校（かみいちちょうりつ みなみかづみしょうがっこう）は富山県中新川郡上市町にある公立小学校。

## 沿革
個別に出典が提示されている箇所を除いた出典→
- 1874年8月 - 眼目立山寺に眼目校、広市新北野弥助宅を仮校舎として時習校できる[3]。
- 1876年12月 - 上記2校と合併して、砂林開に恭検小学校を開校する。
- 1881年4月 - 広野に古土蔵2棟を改造し独立校舎とする[3]。
- 1886年5月 - 曠達小学校と改称。
- 1889年4月 - 市町村制実施に伴い、住所が広野1540番地となる[3]。
- 1892年10月 - 南加積村立南加積尋常小学校となる[3]。
- 1912年12月 - 校舎落成（工費14,079円）。
- 1922年4月 - 小学校の高等科を設置し、南加積村立南加積尋常高等小学校に改称する[3]。
- 1924年8月 - 雨天体操場新築移転[3]。
- 1941年4月 - 国民学校令により、南加積国民学校となる。
- 1947年4月 - 南加積小学校に改称[4]。
- 1954年4月 - 上市町立となる[4]。
- 1957年
  - 9月 - 山加積小学校の一部を編入[4]。
  - 12月 - 山加積小学校校舎の一部を移転増築[3]。
- 1972年3月 - 護摩堂分校を常設分校より冬季分校に変更する。
- 1976年
  - 4月 - 五位尾分校、休校となる。
  - 12月 - 五位尾分校に冬季分校開設する。
- 1981年10月24日 - 新校舎、落成式典を挙行する（旧校舎の南西300m先に移転新築）[5]。
- 1983年7月27日 - プール完成式を挙行する。
- 1992年8月 - 3年計画のグラウンド整備が終わる。
- 1994年8月 - 体育館屋根塗装、天井修理、児童アプローチ照明設置。
- 2000年8月 - 放課後児童クラブを開設する。
- 2003年8月 - 屋上笠木工事終了。
- 2005年10月 - 五位尾分校廃校となる。
- 2006年7月 - 体育館屋根の改修工事を行う。
- 2008年3月 - ランチルーム屋根修繕工事を行う。
- 2009年6月 - 校舎省エネ工事を行う（ペア硝子化、太陽光パネル設置、低消費電力蛍光灯取付）。
- 2010年1月 - 前述の省エネ改修工事が完成[6]。
- 2011年8月 - 階段室外壁、児童玄関床修繕工事を行う。
- 2012年7月 - 各教室に空調設備を設置した。
- 2013年3月 - 校舎の大規模改修工事を行う。
- 2017年5月 - プール・グラウンドバックネット改修工事。
- 2019年11月 - 学校駐車場完成（グラウンド南東）。
- 2020年
  - 3月2日 - 新型コロナウイルス感染症拡大防止に向けた国からの要請を受け、同日から3月24日まで臨時休業。
  - 3月17日 - 卒業式（在校生不参加、家族2名までで実施）。
  - 4月6日 - 学校再開。
  - 4月7日 - 入学式（在校生5、6年のみ、家族2名まで）。
  - 4月10日 - 2回目の臨時休業（5月31日まで）。
- 2021年6月 - GIGAスクール構想により、一人一台タブレットが配付される。
- 2022年3月 - 新型コロナウイルス感染症拡大防止のため、ICT端末を用いて行事等を実施。

## 通学区域
広野、野島、眼目、片地、砂林開、田島野、斉神新、広市新、野開発、広野新、郷柿沢、柿沢新、黒川、開谷、五位尾、護摩堂

## 進学先
- 上市町立上市中学校